# Summamängd
Inom additiv kombinatorik är summamängden (även kallad för Minkowskisumma) av två delmängder A och B av en abelsk grupp G mängden av alla summor av ett element av A med ett element av B, eller utskrivet:
{\displaystyle A+B=\{a+b:a\in A,b\in B\}.}
Många problem och resultat inom additiv kombinatorik och additiv talteori kan skrivas med hjälp av summamängder.  Exempelvis kan Lagranges fyrakvadraterssats skrivas i formen
{\displaystyle 4\Box =\mathbb {N} ,}
där {\displaystyle \Box } är mängden av kvadrattal. 